# ادرین اسمیت (معمار)
ادرین اسمیت (به انگلیسی: Adrian Smith) (زادهٔ ۱۹ اوت ۱۹۴۴ در شیکاگو، ایلینوی) معمار برجستهٔ آمریکایی است.
او چندین سال با اسکیدمور، اوینگز و مریل کار کرد، و تحصیلکردهٔ دانشگاه ایلینوی در شیکاگو است.
مشهورترین آثار او برج خلیفه، برج جین مائو، و برج و هتل بین‌المللی ترامپ است.